# Ріхард Бертрам
Ріхард Вольфганг Пауль Бертрам (нім. Richard Wolfgang Paul Bertram; 17 лютого 1904, Чилі — 1979, ФРН) — німецький і чилійський підприємець. Кавалер Лицарського хреста Хреста Воєнних заслуг.

## Біографія
Здобув комерційну освіту, після чого став торговцем-судновласником. Тривалий час працював в Чилі. В 1930 році вступив в бременську компанію Norddeutscher Lloyd, в якій зробив стрімку кар'єру і в 1937 році став членом ради директорів. Окрім цього, Бертрам був членом контрольних рад різноманітних страхових і туристичних компаній, Люфтганзи в Кельні, Німецького банку суднових перевезень в Бремені, а також головою контрольної ради Німецького вугільного складу в Гамбурзі і віце-президентом Міжнародної торгової палати в Бремені. Після Другої світової війни очолив Асоціацію судновласників Німеччини.

## Нагороди
- Хрест Воєнних заслуг 2-го і 1-го класу
- Лицарський хрест Хреста Воєнних заслуг (26 грудня 1944)[3]